# Yüzyüzeyken Konuşuruz
Yüzyüzeyken Konuşuruz ist eine türkische Alternative-Rock-Band, die im Jahr 2011 gegründet wurde.

## Geschichte
Im Jahr 2013 erschien das Debütalbum Evdekilere Selam. Ein Jahr später folgte direkt das zweite Album Otoban Sıcağı.
Das im Jahr 2018 veröffentlichte Album Akustik Travma ist bislang das Erfolgreichste der Band mit den dazugehörigen Singles wie Dinle Beni Bi, Bodrum oder Sandal.
Weitere bekannte Hits wurden Ne Farkeder, Kazılı Kuyum, Ölsem Yeridir, Boş Gemiler oder Sen Varsın Diye.
Im Jahr 2020 gewann die Band einen Altın Kelebek Award in der Kategorie Beste Musikgruppe.
Frontsänger Kaan Boşnak veröffentlicht zudem parallel zur Band eigene Solo-Songs.

## Diskografie

### Alben
- 2013: Evdekilere Selam
- 2014: Otoban Sıcağı
- 2018: Akustik Travma
- 2023: Kader Sk.

### Live-Alben
- 2024: Live @Muses

### Singles
| - 2013: Ateş Edecek Misin? - 2013: Ölmemişiz - 2013: Bir Sinema Filmine Bilet Almışım - 2014: Kaş - 2014: Para Hala Bende - 2014: Kediler - 2014: Kalabalık - 2017: Ne Farkeder - 2017: Canavar - 2017: Sandal - 2018: Bodrum - 2018: Boş Gemiler - 2018: Dinle Beni Bi | - 2018: Esen - 2018: Uykusuz ve Dengesiz - 2019: Ölsem Yeridir - 2020: Kazılı Kuyum - 2021: Sen Varsın Diye - 2021: Son Seslenişim - 2022: Gençliğimi Geri Ver - 2022: Kaş II - 2023: Durmaz Akar - 2024: Biriyim - 2024: Yine De - 2024: Bürokrat - 2024: Bir Sebep Göster Dayanmaya |

Quelle:

### Solo-Aufnahmen von Kaan Boşnak (Auswahl)
- 2017: Yorgunum Ve Ağrılar
- 2018: Benimle Kayboldun
- 2019: Varsın (mit Anıl Piyancı)
- 2019: Koptu Kayış (mit Sansar Salvo)
- 2020: Bırakma Kendini
- 2020: Seni Buldum Ya
- 2020: Barbar
- 2021: Göklerde Süzülürken (mit Anıl Piyancı)
- 2022: Taksim (mit Anıl Piyancı)
- 2022: Beklenen Gemi

## Auszeichnungen
- 2020: Altın Kelebek Award in der Kategorie Beste Musikgruppe